# 克劳迪娅·格里戈雷斯库
克劳迪娅·格里戈雷斯库（羅馬尼亞語：Claudia Grigorescu，1968年1月6日—），罗马尼亚女子击剑运动员。她曾代表罗马尼亚参加1992年夏季奥林匹克运动会击剑比赛，获得女子团体花剑铜牌。